# Брендан Грін
Брендан Ґрін (англ. Brendan Green; нар. 4 листопада 1986, Гей-Рівер, Північно-західні території) — канадський біатлоніст. Учасник Олімпійських ігор у Ванкувері (2010) та Сочі (2014).